# Sport Club Fortuna Köln 1987-1988
Questa voce raccoglie le informazioni riguardanti il Sport Club Fortuna Köln nelle competizioni ufficiali della stagione 1987-1988.

## Stagione
Nella stagione 1987-1988 il Fortuna Colonia, allenato da Hannes Linßen, concluse il campionato di 2. Bundesliga al 12º posto. In Coppa di Germania il Fortuna Colonia fu eliminato ai quarti di finale dal Bochum.

## Rosa
| N. |                     | Ruolo | Calciatore        |
| -- | ------------------- | ----- | ----------------- |
|    | Germania (bandiera) | P     | Frank Agaciak     |
|    | Polonia (bandiera)  | P     | Jacek Jarecki     |
|    | Germania (bandiera) | D     | Friedhelm Frenken |
|    | Germania (bandiera) | D     | Dirk Hielscher    |
|    | Germania (bandiera) | D     | Günter Hutwelker  |
|    | Germania (bandiera) | C     | Ralf Aussem       |
|    | Ghana (bandiera)    | C     | Anthony Baffoe    |
|    | Germania (bandiera) | C     | Hans-Jürgen Gede  |
|    | Germania (bandiera) | C     | Michael Hägele    |
|    | Germania (bandiera) | C     | Jürgen Niggemann  |

| N. |                     | Ruolo | Calciatore          |
| -- | ------------------- | ----- | ------------------- |
|    | Grecia (bandiera)   | C     | Christos Orkas      |
|    | Germania (bandiera) | C     | Christiaan Pförtner |
|    | Germania (bandiera) | C     | Hartmut Pitten      |
|    | Germania (bandiera) | C     | Norbert Richartz    |
|    | Germania (bandiera) | C     | Axel Stoffel        |
|    | Germania (bandiera) | A     | Uwe Fuchs           |
|    | Germania (bandiera) | A     | Uwe Helmes          |
|    | Germania (bandiera) | A     | Leo Lazaro          |
|    | Germania (bandiera) | A     | Ralf Schlösser      |

## Organigramma societario
Area tecnica
- Allenatore: Hannes Linßen
- Allenatore in seconda:
- Preparatore dei portieri:
- Preparatori atletici:

## Calciomercato

### Sessione estiva
| Acquisti | Acquisti          | Acquisti          | Acquisti |
| R.       | Nome              | da                | Modalità |
| -------- | ----------------- | ----------------- | -------- |
| C        | Anthony Baffoe    | Kickers Stoccarda |          |
| D        | Friedhelm Frenken | Homburg           |          |
| A        | Uwe Fuchs         | Kickers Stoccarda |          |

| Cessioni | Cessioni               | Cessioni          | Cessioni |
| R.       | Nome                   | a                 | Modalità |
| -------- | ---------------------- | ----------------- | -------- |
| D        | Karl Richter           | Kickers Offenbach |          |
| A        | Dieter Schatzschneider | Grazer AK         |          |

### Sessione invernale
| Acquisti | Acquisti | Acquisti | Acquisti |
| R.       | Nome     | da       | Modalità |
| -------- | -------- | -------- | -------- |

| Cessioni | Cessioni | Cessioni | Cessioni |
| R.       | Nome     | a        | Modalità |
| -------- | -------- | -------- | -------- |

## Risultati

### 2. Bundesliga

#### Girone di andata
| Arbitro: | Fux |

|                      |           |            |
| Pitten 33’ Fuchs 57’ | Marcatori | 70’ Tilner |

| Arbitro: | Barnick |

|                                   |           |              |
| Menke 31’, 75’ van der Pütten 46’ | Marcatori | 5’, 12’ Gede |

| Arbitro: | Correll |

|                                 |           |              |
| Helmes 50’ Baffoe 57’ Fuchs 65’ | Marcatori | 61’ Majewski |

| Arbitro: | Kentsch |

|                       |           |            |
| Kontny 63’ Kügler 76’ | Marcatori | 15’ Baffoe |

| Arbitro: | Steinborn |

|            |           |  |
| Helmes 15’ | Marcatori |  |

| Arbitro: | Rubel |

|                                 |           |                         |
| Grabosch 17’ (rig.) Stadler 60’ | Marcatori | 31’ Helmes 65’ Pförtner |

| Arbitro: | Neuner |

|                          |           |  |
| Helmes 58’ Schlösser 63’ | Marcatori |  |

| Arbitro: | Schmidhuber |

|              |           |  |
| Hellmann 18’ | Marcatori |  |

| Arbitro: | Berg |

|  |           |                                  |
|  | Marcatori | 19’, 20’, 76’ Dezelak 83’ Krella |

| Arbitro: | Birlenbach |

|                                |           |           |
| Okwaraji 47’, 82’ Steubing 69’ | Marcatori | 35’ Orkas |

| Arbitro: | Brückner |

|                                                               |           |                                    |
| Fuchs 7’ (rig.) Hutwelker 16’ Orkas 40’ Pitten 43’ Baffoe 86’ | Marcatori | 11’ Basten 85’ Jurgeleit 88’ Römer |

| Arbitro: | Werner |

|                              |           |  |
| Glöde 32’, 87’ Metschies 73’ | Marcatori |  |

| Arbitro: | Albrecht |

|                        |           |                                         |
| Niggemann 5’ Fuchs 28’ | Marcatori | 30’ Hach 37’ Dum 83’ Brace 88’ Schlegel |

| Arbitro: | Merk |

|                              |           |  |
| Stockinger 28’ Schneider 44’ | Marcatori |  |

| Arbitro: | Amerell |

|  |           |                                       |
|  | Marcatori | 31’ Wagner 80’ Zimmermann 89’ Gresens |

| Arbitro: | Malbranc |

|                 |           |  |
| Müller 43’, 79’ | Marcatori |  |

| Arbitro: | Harder |

|                                           |           |          |
| Krieg 36’ (aut.) Niggemann 45’ Pitten 80’ | Marcatori | 72’ Sané |

| Arbitro: | Gochermann |

|                                                  |           |            |
| Pitten 43’, 45’ Fuchs 60’ Niggemann 67’ Gede 89’ | Marcatori | 30’ Helmig |

| Arbitro: | Eli |

|  |           |                        |
|  | Marcatori | 73’ Fuchs 80’ Pförtner |

#### Girone di ritorno
| Arbitro: | Correll |

|                        |           |  |
| Reimann 37’ Kremer 80’ | Marcatori |  |

| Arbitro: | Kentsch |

|               |           |           |
| Hutwelker 17’ | Marcatori | 81’ Myyry |

| Arbitro: | Tritschler |

|  |           |                        |
|  | Marcatori | 21’ Pförtner 87’ Fuchs |

| Arbitro: | Retzmann |

|              |           |                              |
| Pförtner 21’ | Marcatori | 69’ van der Ven 88’ Langbein |

| Arbitro: | Wiesel |

|             |           |  |
| Gutzler 90’ | Marcatori |  |

| Arbitro: | Ahlenfelder |

|                    |           |                                    |
| Fuchs 49’ Gede 74’ | Marcatori | 60’ Kleinhansl 86’ (rig.) Grabosch |

| Arbitro: | Zimmermann |

|                                                        |           |            |
| Frenken 3’ (aut.) Golke 21’, 84’ Wenzel 49’ Zander 73’ | Marcatori | 88’ Hägele |

| Arbitro: | Diekert |

|                                   |           |                              |
| Fuchs 10’ Baffoe 63’ Pförtner 73’ | Marcatori | 33’ Schüler 85’ Schlumberger |

| Oberhausen 29 marzo 1988, ore 15:00 CEST 28ª giornata | RW Oberhausen | 0 – 0 referto | Fortuna Colonia | Niederrheinstadion (1 500 spett.)\| Arbitro: \| Boos \| |
| Arbitro:                                              | Boos          |               |                 |                                                         |

| Arbitro: | Kentsch |

|                        |           |  |
| Fuchs 42’ Pförtner 54’ | Marcatori |  |

| Arbitro: | Matheis |

|                              |           |          |
| Basten 29’, 70’ Dubovina 53’ | Marcatori | 3’ Fuchs |

| Arbitro: | Reinstädtler |

|                        |           |          |
| Pförtner 58’ Fuchs 63’ | Marcatori | 24’ Linz |

| Arbitro: | Rubel |

|                                         |           |  |
| Steininger 16’, 52’ Schlegel 70’ (rig.) | Marcatori |  |

| Arbitro: | Malbranc |

|                         |           |               |
| Hutwelker 30’ Orkas 74’ | Marcatori | 82’ Schneider |

| Arbitro: | Brehm |

|                                |           |  |
| Gries 72’ (rig.) Delzepich 83’ | Marcatori |  |

| Arbitro: | Gabor |

|                                                |           |                   |
| Niggemann 3’ Orkas 34’ Pförtner 75’ Hägele 78’ | Marcatori | 4’ Hahn 56’ Weber |

| Arbitro: | Scheuerer |

|         |           |                                                   |
| Lay 43’ | Marcatori | 14’ Orkas 25’, 56’ Fuchs 58’ Gede 73’, 83’ Baffoe |

| Arbitro: | Mierswa |

|             |           |  |
| Wegmann 18’ | Marcatori |  |

| Arbitro: | Werner |

|  |           |                        |
|  | Marcatori | 79’ Demandt 86’ Preetz |

### Coppa di Germania
| Arbitro: | Schneider |

|                      |           |                                                    |
| Hielscher 54’ (aut.) | Marcatori | 9’, 40’ Fuchs 24’, 52’ Baffoe 70’, 76’ (rig.) Gede |

| Arbitro: | Kasper |

|            |           |  |
| Aussem 74’ | Marcatori |  |

| Arbitro: | Retzmann |

|                    |           |                                        |
| Koop 47’ Gäher 79’ | Marcatori | 18’ Baffoe 32’ Schlösser 70’ Niggemann |

| Arbitro: | Strigel |

|                                   |           |              |
| Leifeld 70’, 83’ Iwan 87’ Epp 88’ | Marcatori | 29’ Pförtner |

## Statistiche

### Statistiche di squadra
| Competizione      | Punti | In casa | In casa | In casa | In casa | In casa | In casa | In trasferta | In trasferta | In trasferta | In trasferta | In trasferta | In trasferta | Totale | Totale | Totale | Totale | Totale | Totale | DR |
| Competizione      | Punti | G       | V       | N       | P       | Gf      | Gs      | G            | V            | N            | P            | Gf           | Gs           | G      | V      | N      | P      | Gf     | Gs     | DR |
| ----------------- | ----- | ------- | ------- | ------- | ------- | ------- | ------- | ------------ | ------------ | ------------ | ------------ | ------------ | ------------ | ------ | ------ | ------ | ------ | ------ | ------ | -- |
| 2. Bundesliga     | 34    | 19      | 12      | 2       | 5       | 40      | 31      | 19           | 3            | 2            | 14           | 18           | 36           | 38     | 15     | 4      | 19     | 58     | 67     | -9 |
| Coppa di Germania | -     | 1       | 1       | 0       | 0       | 1       | 0       | 3            | 2            | 0            | 1            | 10           | 7            | 4      | 3      | 0      | 1      | 11     | 7      | +4 |
| Totale            | 34    | 20      | 13      | 2       | 5       | 41      | 31      | 22           | 5            | 2            | 15           | 28           | 43           | 42     | 18     | 4      | 20     | 69     | 74     | -5 |

### Andamento in campionato
| Giornata  | 1 | 2 | 3 | 4  | 5 | 6  | 7 | 8 | 9  | 10 | 11 | 12 | 13 | 14 | 15 | 16 | 17 | 18 | 19 | 20 | 21 | 22 | 23 | 24 | 25 | 26 | 27 | 28 | 29 | 30 | 31 | 32 | 33 | 34 | 35 | 36 | 37 | 38 |
| --------- | - | - | - | -- | - | -- | - | - | -- | -- | -- | -- | -- | -- | -- | -- | -- | -- | -- | -- | -- | -- | -- | -- | -- | -- | -- | -- | -- | -- | -- | -- | -- | -- | -- | -- | -- | -- |
| Luogo     | C | T | C | T  | C | T  | C | T | C  | T  | C  | T  | C  | T  | C  | T  | C  | C  | T  | T  | C  | T  | C  | T  | C  | T  | C  | T  | C  | T  | C  | T  | C  | T  | C  | T  | T  | C  |
| Risultato | V | P | V | P  | V | N  | V | P | P  | P  | V  | P  | P  | P  | P  | P  | V  | V  | V  | P  | N  | V  | P  | P  | N  | P  | V  | N  | V  | P  | V  | P  | V  | P  | V  | V  | P  | P  |
| Posizione | 6 | 8 | 6 | 11 | 9 | 10 | 7 | 8 | 11 | 14 | 13 | 13 | 15 | 18 | 18 | 19 | 18 | 14 | 14 | 15 | 16 | 13 | 15 | 15 | 14 | 16 | 14 | 15 | 14 | 14 | 13 | 15 | 15 | 15 | 13 | 11 | 12 | 12 |

Legenda:

Luogo: C = Casa; T = Trasferta. Risultato: V = Vittoria; N = Pareggio; P = Sconfitta.

### Statistiche dei giocatori
| Giocatore    | 2. Bundesliga | 2. Bundesliga | 2. Bundesliga | 2. Bundesliga | Coppa di Germania | Coppa di Germania | Coppa di Germania | Coppa di Germania | Totale   | Totale | Totale      | Totale     |
| Giocatore    | Presenze      | Reti          | Ammonizioni   | Espulsioni    | Presenze          | Reti              | Ammonizioni       | Espulsioni        | Presenze | Reti   | Ammonizioni | Espulsioni |
| ------------ | ------------- | ------------- | ------------- | ------------- | ----------------- | ----------------- | ----------------- | ----------------- | -------- | ------ | ----------- | ---------- |
| F. Agaciak   | 20            | 0             | 0             | 0             | 4                 | 0                 | 0                 | 0                 | 24       | 0      | 0           | 0          |
| R. Aussem    | 33            | 0             | 6             | 0             | 3                 | 1                 | 1                 | 0                 | 36       | 1      | 7           | 0          |
| A. Baffoe    | 37            | 6             | 3             | 0             | 4                 | 3                 | 0                 | 0                 | 41       | 9      | 3           | 0          |
| F. Frenken   | 19            | 0             | 1             | 0             | 2                 | 0                 | 1                 | 0                 | 21       | 0      | 2           | 0          |
| U. Fuchs     | 36            | 14            | 5             | 0             | 4                 | 2                 | 1                 | 0                 | 40       | 16     | 6           | 0          |
| H. Gede      | 34            | 5             | 3             | 0             | 4                 | 2                 | 2                 | 0                 | 38       | 7      | 5           | 0          |
| U. Helmes    | 22            | 4             | 0             | 0             | 3                 | 0                 | 0                 | 0                 | 25       | 4      | 0           | 0          |
| D. Hielscher | 34            | 0             | 4             | 0             | 3                 | 0                 | 1                 | 0                 | 37       | 0      | 5           | 0          |
| G. Hutwelker | 36            | 3             | 3             | 1             | 3                 | 0                 | 0                 | 0                 | 39       | 3      | 3           | 1          |
| M. Hägele    | 21            | 2             | 3             | 0             | 2                 | 0                 | 0                 | 0                 | 23       | 2      | 3           | 0          |
| J. Jarecki   | 18            | 0             | 1             | 0             | 0                 | 0                 | 0                 | 0                 | 18       | 0      | 1           | 0          |
| L. Lazaro    | 3             | 0             | 0             | 0             | 0                 | 0                 | 0                 | 0                 | 3        | 0      | 0           | 0          |
| J. Niggemann | 36            | 4             | 0             | 0             | 4                 | 1                 | 1                 | 0                 | 40       | 5      | 1           | 0          |
| C. Orkas     | 24            | 5             | 1             | 1             | 2                 | 0                 | 0                 | 0                 | 26       | 5      | 1           | 1          |
| C. Pförtner  | 35            | 8             | 6             | 1             | 3                 | 1                 | 1                 | 0                 | 38       | 9      | 7           | 1          |
| H. Pitten    | 28            | 5             | 2             | 0             | 4                 | 0                 | 0                 | 0                 | 32       | 5      | 2           | 0          |
| N. Richartz  | 7             | 0             | 2             | 0             | 1                 | 0                 | 0                 | 0                 | 8        | 0      | 2           | 0          |
| R. Schlösser | 22            | 1             | 3             | 0             | 4                 | 1                 | 0                 | 0                 | 26       | 2      | 3           | 0          |
| A. Stoffel   | 10            | 0             | 1             | 0             | 1                 | 0                 | 0                 | 0                 | 11       | 0      | 1           | 0          |